# Байер, Карл Роберт Эмерих
Карл Роберт Эмерих Байер (15 апреля 1835, Брегенц — 1902) — известный немецкий беллетрист, писавший под псевдонимом Роберта Бира.

## Биография
Карл Роберт Эмерих Байер родился 15 апреля 1835 года в городе Брегенце в семье врача.
С 1845 года воспитывался в Военной академии в Винер-Нейштате, в 1852 году поступил поручиком в гусарский полк графа Радецкого, квартировавший в Милане, в 1859 году произведен в ротмистры и на время Итальянской кампании прикомандирован к генеральному штабу, в 1862 году Байер подал в отставку и жил с тех пор в своем родном городе, где целиком посвятил себя литературе и стал известен как автор многочисленных романов.
Знакомство с военной жизнью дало Байеру материал для целого ряда романов, как: «Kantonierungsb ü der» (2 т.,Прага, 1860), «Osterr. Garnisonen» (4 т., Гамбург, 1863 г.) — направлена против неустройств в армии, «Auf der Station» (Берлин, 1855 г.), да биограф. памятная книжка: «Anno 9 und 13» (2 т., Инсбрук, 1855 г.). За этими трудами последовали большей частью социально-политические романы.
Его две драмы: «Lady Gloster» — трагедия (1869 г.) и «Der Wunde Fleck» (1875 г.) ставились успешно на сцене венского бургтеатра.

## Избранная библиография
- «Kantonierungsb ü der» (2 тома, Прага, 1860),
- «Osterr. Garnisonen» (4 т., Гамбург, 1863 г.),
- «Auf der Station» (Берлин, 1855 г.),
- «Anno 9 und 13» (2 т., Инсбрук, 1855 г.)
- «Ein deutsches Grafenhaus» (3 т., Берл., 1866 г.);
- «Mit ehern e r Stirn» (4 т., Берл., 1868 г.),
- «Der Kampf ums Dasein» (5 т., Иена, 1869 г.; 2 изд. 1872 г.);
- «Sphinx» (3 т., Берл., 1870 г.),
- «Zwischen zwei Nationen» (3 т., Берлин, 1870 г.);
- «Nomaden» (5 т., Лейпц., 1871 г.);
- «Auf absch ü ssiger Bahn» (4 т., Берл., 1872 г.);
- «Nachruhm» (2 т., Берл., 1875 г.)
- «Larven» (5 т., Лейпц., 1876 г.);
- «Gita» (4 т., Лейлц., 1877 г.);
- «Eine geheime Depesche» (3 т., Иена, 1880 г.);
- «Am Wendepunkt des Lebens» (3 т., Иена, 1880);
- «Der Weg zum Herzen» (Лейпциг, 1881 г.);
- «Sesam» (3 т., Штутг., 1881);
- «Unversöhnlich» (3 т., Иена, 1882 г.);
- «Andor» (Штутг., 1883 г.);
- «Lydia» (Иена, 1883 г.);
- «Sollich» (Иена, 1884 г.),
- «Wrack» (4 т., Лейпц., 1873 г.),
- «Quatuor» (1878 г.),
- «Lady Gloster»
- «Der Wunde Fleck».